# Fondation de la Couronne
Créée le 23 décembre 1901 par le roi Léopold II de Belgique, la Fondation de la Couronne avait pour vocation « la réalisation de desseins patriotiques formés depuis de longues années pour la grandeur de la patrie belge ».

## La Fondation de la Couronne
La Fondation de la Couronne était financée par les profits réalisés par les sociétés concessionnaires dont le roi était actionnaire majoritaire dans l'État Indépendant du Congo, et notamment  dans le Domaine de la Couronne qui lui était réservé (voir article sur la Société anversoise de commerce au Congo).
À sa création, le 23 décembre 1901, les terres "vacantes" situées dans les bassins du Lac Léopold II et de la Lukénie dans l'État Indépendant du Congo, déclarées "biens de la Couronne" depuis le 9 mars 1896, étaient incorporées dans la Fondation. Le 27 décembre 1901, la Fondation devenait propriétaire de 115 immeubles situés à Bruxelles et Ostende, d'une valeur globale de 18 millions . 
Elle a également permis de financer l'arcade du Cinquantenaire à Bruxelles et d'acquérir le magnifique domaine du Cap Ferrat.
Au cours de la séance parlementaire du 6 juillet 1909, M. Schollaert, ministre de l'intérieur et de l'agriculture demandait : "Qu'était-ce que la Fondation de la Couronne ? M. de Smet de Naeyer l'a définie en ces termes en 1903 : "c'est une institution qui se meut en dehors de l'action gouvernementale"

## L'affaire des fonds congolais
Peu après la mort du roi Léopold II, le jeudi 3 mars 1910, Émile Vandervelde interpelle la Chambre des Représentants (parlement belge) sur le nombre de sociétés commerciales créés par le roi pour faire fructifier, en secret, les profits réalisés à titre personnel à travers ses différentes sociétés commerciales congolaises dans sa colonie. 
Rappelant les faits parus dans la presse, il demande : "Les révélations se succédèrent. Tout d'abord, au premier jour, c'est le Moniteur qui publie les statuts d'une société commerciale, ou prétendument commerciale, la Compagnie pour l'Embellissement des Sites, société à laquelle le Roi et un certain nombre de personnes de son entourage, qui ont avoué depuis être des hommes de paille — il y a même parmi eux une femme de paille — qui ont avoué, dis-je, avoir apporté des immeubles qui ne leur appartenaient pas. Puis, quelques jours après, on apprit que le roi et son médecin, le Dr Thiriar, avait fondé une autre société, la Société de la Côte d'Azur, pour les résidences d'hiver de la famille royale ou pour l'hospitalisation des convalescents du Corgo. Enfin, troisième révélation, les journaux publièrent les statuts de la fondation ou, plus exactement, des fondations de Niederfullhach. Si bien qu'en définitive., lorsque tous ces faits furent connus, le journal l'Indépendance belge put évaluer à une somme beaucoup plus considérable que les 15 millions primitifs la fortune réelle du roi (…) Bref, en faisant l'addition de tous les chiffres que je viens de citer, nous arrivons à cette conclusion que, soit dans la fortuite du, Roi, soit dans la Fondation de Niederfullbach, il y a ou, il y avait, pour 25,076,500 francs de fonds congolais !""' 